# Joan Pineda i Sirvent
Joan Pineda i Sirvent (Barcelona, 5 de gener de 1931 - 24 de gener de 2020) va ser un compositor i intèrpret de música de cinema català. Va ser també un important difusor d'aquest tipus de música en els mitjans de comunicació.
Inicià estudis musicals al Conservatori Municipal de Música de Barcelona i a l'Acadèmia Caminals, però els abandonà per a obtenir el títol de llicenciat en medicina. Malgrat aquesta manca d'estudis formals, va musicar centenars de pel·lícules de gairebé tots el directors del cinema de l'època muda (Chaplin, Méliès, Chomón, Griffith, Sjöström i altres). Era col·laborador habitual de la Filmoteca de Catalunya i va participar en molts festivals internacionals. A partir de 1970, en què va compondre la seva primera banda sonora, va musicar disset llargmetratges i uns cinquanta curts.

## Carrera
Va debutar a Ràdio Barcelona l'any 1960 en un programa titulat Cine sin imágenes i més tard, a l'any 1976, amb la creació de Ràdio 4, Joan Pineda va esdevenir col·laborador de l'emissora i a final de la dècada del 1970 i començament de la del 1980 va conduir un programa propi en companyia de Víctor Alexandre. El programa, titulat Arpegis i estils, estava dedicat a la música cinematogràfica i cada emissió era una llarga i amena conversa sobre determinades pel·lícules entre Pineda i Alexandre, davant del piano de l'Estudi 1 de RNE a Catalunya, que el primer tocava de tant en tant per il·lustrar els comentaris que feien o les situacions que descrivien. Va participar com a pianista en les gal·les de lliurament de guardons dels Premis Sant Jordi de Cinematografia, que atorgava RNE a Catalunya, des de l'any 1982 fins a l'any 1991.
Joan Pineda va musicar diverses pel·lícules mudes incloses en un cicle impulsat per la Generalitat de Catalunya i la Filmoteca de Catalunya, entre les quals La matança, de D.W. Griffith (1912); Judith de Bethulia, de D.W. Griffith (1912); i La Venenosa, de Roger Lion (1928), amb Raquel Meller.
Joan Pineda i Sirvent, era metge especialista en medicina interna i tenia la seva consulta al carrer Pau Claris de Barcelona.

## Publicacions
- Panoràmica de la música de cinema a Catalunya. Sabadell: 1994. Quadern, número 96, pàgines 446-447 i número 98, pàgines 524-525.

## Premis
- 1983. Premi per votació popular a la XXV Setmana Internacional de Cinema de Barcelona.
- 1990. Premi Centre d'Investigacions Film-Història de la Universitat de Barcelona.
- 1992. Premi Sant Jordi de Cinematografia.
- 1995. Premi Altaveu de Sant Boi de Llobregat.
- 1995. Premi Quadern de la Fundació Ars.
- 2012. Premi Ola de Oro dels Premis Cinematogràfics Família que concedeix l'Associació CinemaNet[2]